# Bête de l'Auxerrois
La Bête de l'Auxerrois ou bête de Trucy est un ou plusieurs animaux indéterminés mangeurs d'hommes à l'origine d'une série d'attaques sur des humains au XVIIIe siècle en France. La première attaque est mentionnée en novembre 1731. Le ou les animaux impliqués n'ont pas pu être déterminés. Une seconde phase d'attaques a lieu au début du XIXe siècle et là encore, il fut  impossible de déterminer la nature exacte du ou des animaux impliqués.

## Victimes

### Première série d'attaques
Un jeune garçon de 12 ans travaillait près du bois de Trucy-sur-Yonne, au sud d’Auxerre, avec sa mère. Elle parvint à l’arracher à un animal carnivore qui tentait de le dévorer, mais il mourut dans ses bras sur le chemin du retour. Les attaques se succédèrent ensuite, à tel point que le roi Louis XV offrit une prime de 200 livres à celui qui tuerait la « bête ». Des battues furent organisées et de nombreux loups sont tués, des carcasses de moutons empoisonnés sont abandonnées dans les champs mais les attaques se succédèrent, avec de jeunes enfants pour principales victimes. La bête s'aventura dans le village de Mailly-la-Ville pour emporter un jeune enfant qui jouait devant chez lui. En essayant de l’arracher de sa gueule sa nourrice n'aurait retrouvé qu’un des pieds (ou l'un des bras selon d’autres témoignages) de l’enfant dans sa main.
En 1732, un loup, identifié comme celui qui a dévoré plusieurs enfants, entre dans le village fortifié de Coulanges la Vineuse et y sème la panique. La Louveterie du Roy s'installe à Coulanges de mai à juillet 1732, pour faire cesser ce fléau.
En cinq mois, le curé du Val-de-Mercy comptabilisa quatorze morts dues à une attaque d'animal carnivore. À la fin de l'année 1734, on arrivait à vingt-huit victimes répertoriées. La bête de l’Auxerrois aurait tué au total 9 enfants, 9 femmes et 10 hommes selon les actes de décès répertoriés.
En 1734, deux loups sont abattus au cours d'une chasse et les agressions cessent peu de temps après. Aucune indication ne permet de savoir si l'un de ces deux animaux était l'auteur des attaques qui durèrent trois ans.

### Seconde série d'attaques
En 1817, une autre Bête sévit pendant quelques mois dans la forêt des environs de Trucy, au même endroit que quatre-vingts ans plus tôt. Un enfant est dévoré près de Charentenay, un autre à Fouronnes et de nombreuses personnes sont blessées. Des moutons empoisonnés furent placés près des bois et la Bête disparut sans laisser de traces.

## Rumeurs et origines
Les rumeurs[Lesquelles ?] parlent de lycanthrope, de plusieurs loups et même de démons. Les témoignages[Lesquelles ?] font état d'un grand loup ou d'un tigre. Les descriptions indiquent un animal « façon d'un loup » mais aucune ne précise qu'il s'agissait d'un loup ordinaire. Selon les experts[Lesquelles ?], il s’agirait d’une bête sauvage sans maître mais probablement pas d’un loup.
Sur la seconde série d'attaques, les rumeurs[Lesquelles ?] parlent d'une hyène mais un témoignage[Qui ?] décrit un chien mâtin avec les oreilles droites.